# Franco Stella
Francesco Stella, conosciuto professionalmente come Franco Stella (Thiene, 24 aprile 1943), è un architetto italiano.

## Biografia
Ha studiato architettura allo IUAV di Venezia, dove si è laureato nel 1968 con Giuseppe Samonà. Dal 1973 insegna Composizione Architettonica, fino al 1989 allo IUAV e dal 1990 alla Facoltà di Architettura dell'Università di Genova. Vive e lavora a Vicenza.
Franco Stella ha ricevuto il Premio Thiene (2015) e il Premio Piranesi Prix de Rome alla Carriera..

## Progetti e realizzazioni

### Progetti di concorso
Ha partecipato a numerosi concorsi nazionali e internazionali: ha ottenuto il primo premio per i progetti del “Nuovo Municipio” a Maserà di Padova (1990), della “Sistemazione e ampliamento del Quartiere fieristico” a Padova (1998), della ricostruzione del castello di Berlino come “Humboldt-Forum” (2008, ricostruito dal 2013 al 2020); un premio per i progetti del “Teatro dell’Opera de la Bastille” a Parigi (1983) e della “Ricostruzione di una casa palladiana a Potsdam” (1998); rimborsi-spese e segnalazioni per alcuni altri progetti. 

### Opere
Ha realizzato un complesso di Edifici per uffici (1975-1985) e una Villa (1990) a Thiene, sei Edifici scolastici nella provincia di Vicenza (1975-1985), una Casa plurifamiliare a Potsdam (1996), due Padiglioni espositivi per la Fiera di Padova (2002). Nel 2013 ha progettato a Berlino il museo Humboldt Forum con l'annessa ricostruzione del castello di Berlino.

## Pubblicazioni
Suoi scritti sull'architettura della città europea, soprattutto nel XX secolo, sono stati pubblicati in libri e riviste.
Numerosi suoi progetti sono stati pubblicati in libri e riviste, nazionali e internazionali, e nei volumi monografici: 
- Franco Stella. Progetti 1970-1990, catalogo della mostra presso la galleria A.A.M. Architettura Arte Moderna di Roma, Edizioni Kappa, Roma 1990
- Valter Balducci, Franco Stella. Progetti per la Fiera di Padova, Il Poligrafo, Padova 2005
- Franco Stella, Federico Motta Editore, Milano 2005
- Paolo Zermani (a cura di), Progetti italiani per il Castello di Berlino (brossura), 1ª ed., Reggio Emilia, Diabasis, novembre 2010,  p. 36, ISBN 978-88-8103-744-5.